# Ronald M. Bozman
Ronald „Ron“ M. Bozman (* vor 1965 in Dallas, Texas) ist ein US-amerikanischer Filmproduzent. Er gewann bei der Oscarverleihung 1992 zusammen mit Edward Saxon und Kenneth Utt den Oscar für den besten Film mit Das Schweigen der Lämmer.

## Leben
Bozman wuchs in Garland, Texas auf. Nach dem Besuch der dortigen High School (Abschlussjahr 1965) studierte er an der Rice University Psychologie und erhielt einen Bachelor of Arts.
Bozman startete seine Filmkarriere 1974 als Director Production beim Film Blutgericht in Texas. Er war anschließend in den 1980ern Regieassistent, unter anderem bei Die Muppets erobern Manhattan (1984), Gefährliche Freundin (1986) und Die Mafiosi-Braut (1988). 1981 erhielt er als Regieassistent beim Fernsehfilm Kreuz der Gewalt einen Directors Guild of America Award. Anschließend war er zunehmend als Filmproduzent tätig. 1992 erhielt einen Oscar, einen Producers Guild of America Award sowie seinen zweiten Directors Guild of America Award für Das Schweigen der Lämmer.
Zwei Jahre später war er Executive Producer bei Philadelphia (1994). Zu seinen weiteren Erfolgen zählen No Panic – Gute Geiseln sind selten (1994), Eddie (1996), Menschenkind (1998), Aus Liebe zum Spiel (1999), Spurwechsel (2002), Der menschliche Makel (2003), Die Frauen von Stepford (2004), Zum Ausziehen verführt (2006), Verführung einer Fremden (2007) und Shopaholic – Die Schnäppchenjägerin (2009). Bei einigen dieser Filme war er außerdem Regieassistent.

## Filmografie (Auswahl)
Als Filmproduzent
- 1990: Zeichen und Wunder? (Waiting for the Light)
- 1991: Das Schweigen der Lämmer (The Silence of the Lambs)
- 1994: No Panic – Gute Geiseln sind selten (The Ref)
- 2001: Sister Mary Explains It All (Fernsehfilm)